# بيريك جون كروم

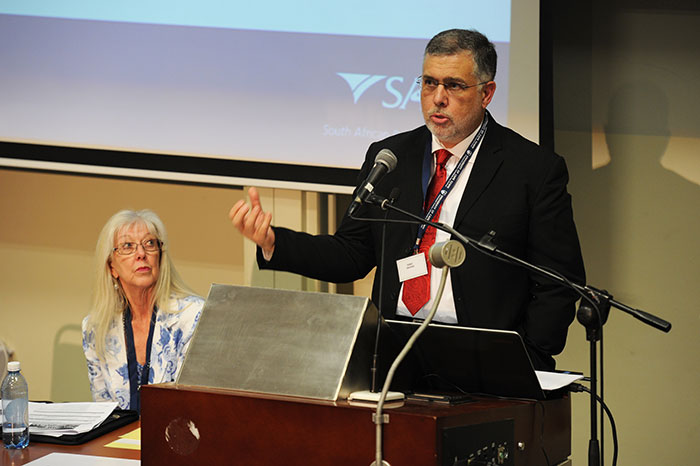
خطاب كروم في مؤتمر بعنوان «100 عام من الضرائب في جنوب إفريقيا» في جامعة كيب تاون في 2014م.

بيرك جون كروم (بالإنجليزية: Beric John Croome)‏ (23 مايو 1960 - 22 أبريل 2019) كان محاسبًا قانونيًا ومحاميًا في المحكمة العليا في جنوب إفريقيا وأحد علماء قانون الضرائب في جنوب إفريقيا.

## الاهتمامات البحثية
حاصل على الدكتوراه وتناولت رسالة الدكتوراه التي أطلقها كروم المسائل المتعلقة بالقانون الدستوري وحقوق دافعي الضرائب وسلطات دوائر الإيرادات في جنوب أفريقيا. فازت هذه الرسالة في فئة الدكتوراه في مسابقة دينيس ريتز الضريبية عام 2009م.  ، وفي نفس العام اعترف معهد جنوب أفريقيا لممارسي الضرائب باعتبارها «مساهمة كبيرة في قانون الضرائب في جنوب أفريقيا». وفي نوفمبر عام 2014م قدم كروم ورقة بعنوان «التحول إلى الديمقراطية الدستورية في عام 1994 وتأثير ذلك على قانون الضرائب في جنوب أفريقيا» في مؤتمر جامعة كيب تاون بعنوان «ضريبة الدخل في جنوب أفريقيا: أول 100 عام».

## منحةالدكتوربيريك كرومللدراسات العليافيقانون الضرائب

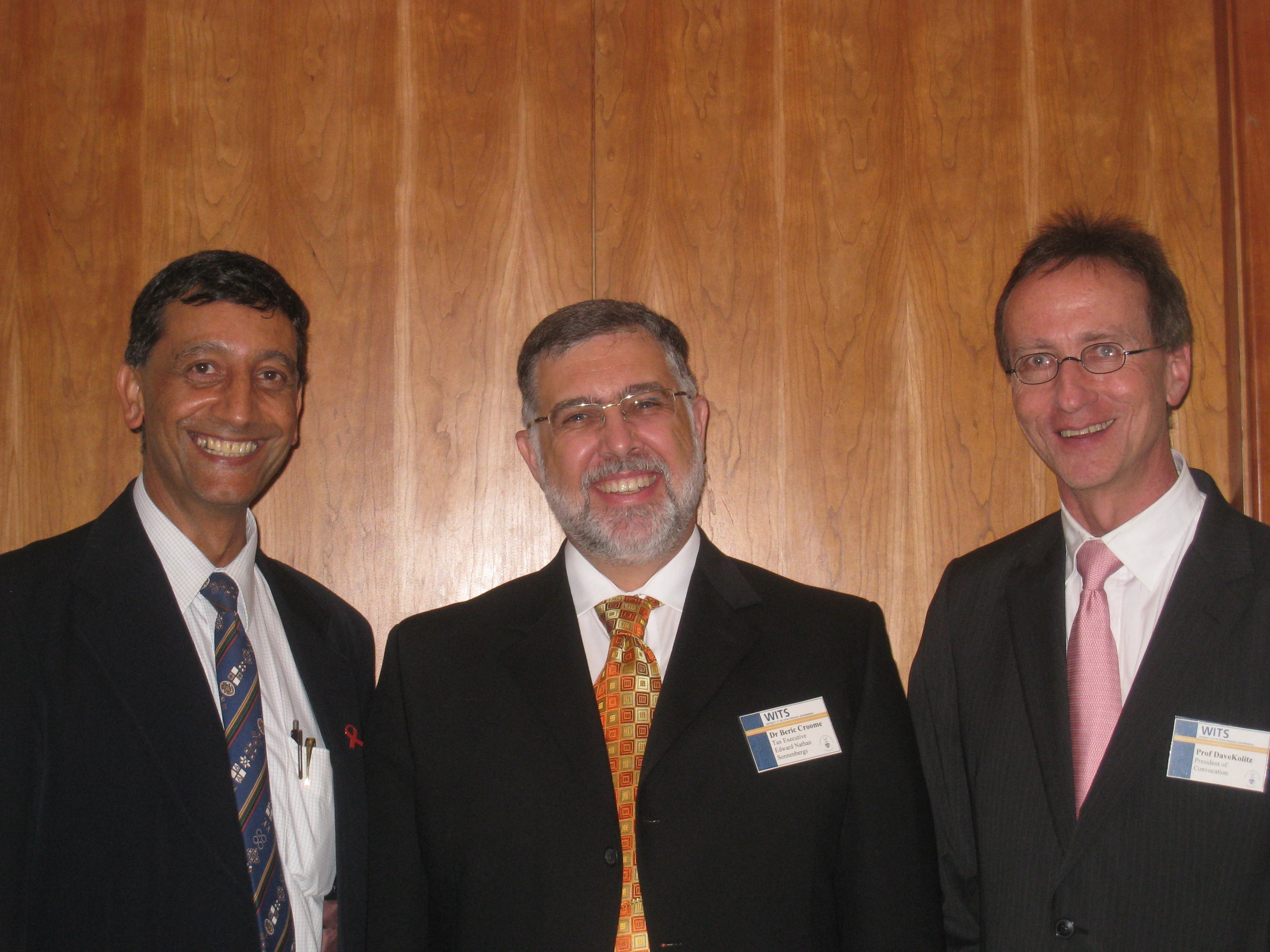
4 مايو 2009: الدكتور بيريك كروم هو المتحدث الرئيسي في حفل تخرج جامعة ويتواترسراند (ويتس) لجميع الطلاب المتخرجين في كلية التجارة والقانون والإدارة. تظهر الصورة من اليسار إلى اليمين: القائم بأعمال نائب رئيس الجامعة البروفيسور باليم، والدكتور بيريك كروم والبروفيسور ديفيد كوليتز رئيس جامعة ويتواترسراند.

في عام 2020م، أنشأت كلية الحقوق بجامعة كيب تاون «منحة الدكتور بيريك كروم للدراسات العليا في قانون الضرائب». يتم من خلالها تقديم منحة دراسية سنوية لطالب يقوم بدراسة قانون الضرائب للدراسات العليا.

## أعماله
في عام 2017م، شارك كروم في تأليف كتاب دافعي الضرائب الذكية في الشوارع: «دليل عملي لحقوقك في جنوب إفريقيا» مع زوجته المؤلفة جودي كروم من جنوب إفريقيا.
وكان كروم المدير الإداري والمؤلف المساهم في قانون الضرائب في الكتاب المدرسي الكندي، ومشاركًا في فصل الضريبة في جنوب إفريقيا، كما كان مؤلفًا لحقوق دافعي الضرائب في جنوب إفريقيا، وهو كتاب مدرسي يبحث في البنود الراسخة المتعلقة بالضرائب في دستور عام 1996م  ومؤلفًا مشاركًا مع لينيت أوليفييهفي في كتاب إدارة الضرائب (الطبعة الأولى) وإدارة الضرائب (الطبعة الثانية).
وظهر على تلفزيون جنوب إفريقيا  والراديو
كما نُشرت رسالة كروم بعنوان «التحول إلى الديمقراطية الدستورية في عام 1994م وتأثيرها على قانون الضرائب في جنوب أفريقيا» في مؤتمر جامعة كيب تاون بعنوان «ضريبة الدخل في جنوب أفريقيا: أول 100 عام» ونُشرت في عام 2016م.
وأيضاً نشر كروم مقالات ضريبية في مجلات دولية في المملكة المتحدة، وكان مراسل فرع جنوب أفريقيا للرابطة المالية الدولية عام 1999م، وشارك في المؤتمر السنوي رقم 69 للجمعية المالية الدولية في بازل عام 2015م، وكان عضو في حلقة النقاش حول موضوع «الحماية العملية لحقوق دافعي الضرائب». وقام كروم أيضًا بكتابة تقريرعن حقوق دافعي الضرائب لمجلة القانون بجامعة كيب تاون.

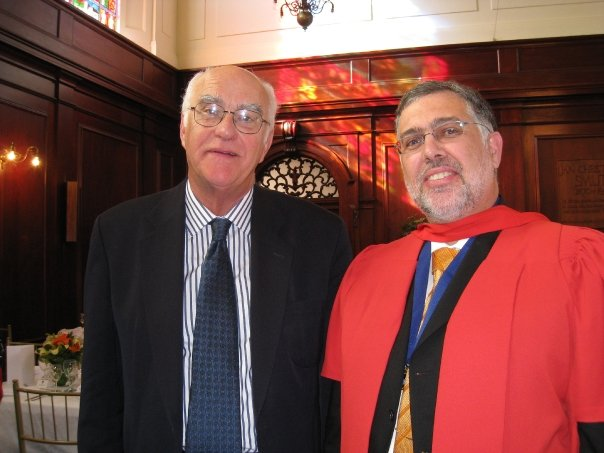
13 حزيران/يونيو 2008: الدكتور بيريك كروم (إلى اليمين) في جامعة كيب تاون في مناقشة مع القاضي المتقاعد إيان غوردون فارلم، رئيس اللجنة القضائية للتحقيق في مذبحة ماريكانا عام 2012م

## حياته الشخصية
كان كروم مدير تنفيذي للضرائب في إدوارد ناثان سونينبرجس، إحدى أكبر خمس شركات للمحاماة في جنوب إفريقيا، وكان متزوجا من المؤلفة والشاعرة جودي كروم.

## موته
توفي كرومي في 22 أبريل 2019م بعد معاناة طويلة مع السرطان.